# 博讷沃 (上萨瓦省)
博讷沃（法語：Bonnevaux，法語發音：[bɔnvo]）是法国上萨瓦省的一个市镇，属于托农莱班区。

## 地理
博讷沃（46°17'49"N, 6°40'13"E）面积7.82 平方千米，位于法国奥弗涅-罗讷-阿尔卑斯大区上萨瓦省，该省份为法国东部省份，历史上为薩伏依的一部分，北与瑞士接壤，西接安省，南至萨瓦省，东与瑞士和意大利接壤。
与博讷沃接壤的市镇（或旧市镇、城区）包括：阿邦当斯、拉博姆、勒比奥、瓦什雷斯。

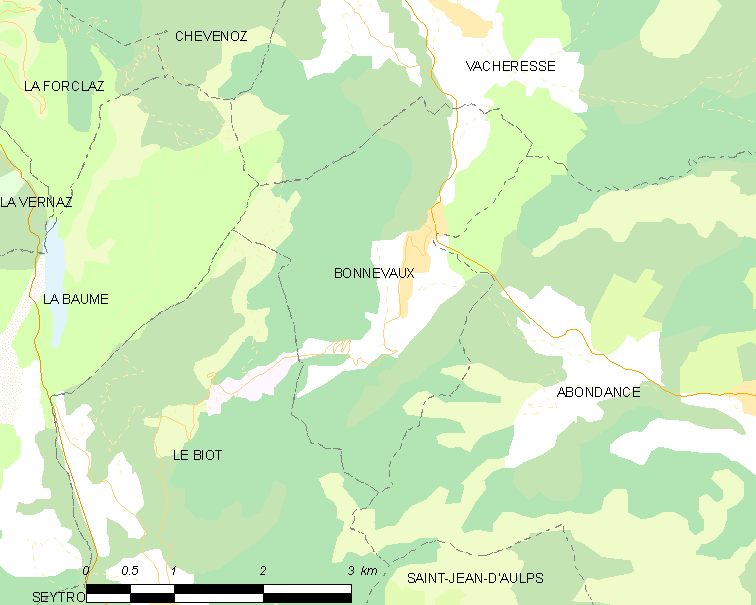
的OSM定位图

博讷沃的时区为UTC+01:00、UTC+02:00（夏令时）。

## 行政
博讷沃的邮政编码为74360，INSEE市镇编码为74041。

## 政治
博讷沃所属的省级选区为埃维昂莱班县。

## 人口

1962-2008年间人口变化图示

博讷沃于2022年1月1日时的人口数量为282人。